# Gallia (Schiff, 1879)
Die Gallia war ein 1879 in Dienst gestellter Ozeandampfer der britischen Reederei Cunard Line, der im Passagierverkehr auf der Route Liverpool–Queenstown–New York eingesetzt wurde. Das Schiff wurde 1897 verkauft und 1900 in Frankreich abgewrackt.

## Geschichte
Das 4.809 BRT große Dampfschiff Gallia wurde in Clydebank (Schottland) auf der Werft J. & G. Thomson, dem Vorgänger von John Brown & Company, gebaut und lief am 12. November 1878 vom Stapel. Der 131,1 Meter lange und 13,6 Meter breite Dampfer hatte einen Schornstein, drei Masten mit der Takelage einer Bark und einen Einzelpropeller. Die Höchstgeschwindigkeit lag bei 13 Knoten (24 km/h). An Bord war Platz für 300 Passagiere in der Ersten und 1200 in der Dritten Klasse. Es konnten bis zu 2000 Tonnen Fracht transportiert werden. Die Gallia wurde nach dem Vorbild der 1870 in Dienst gestellten Abyssinia gebaut. Sie war eines der letzten aus Eisen gebauten Cunard-Schiffe.

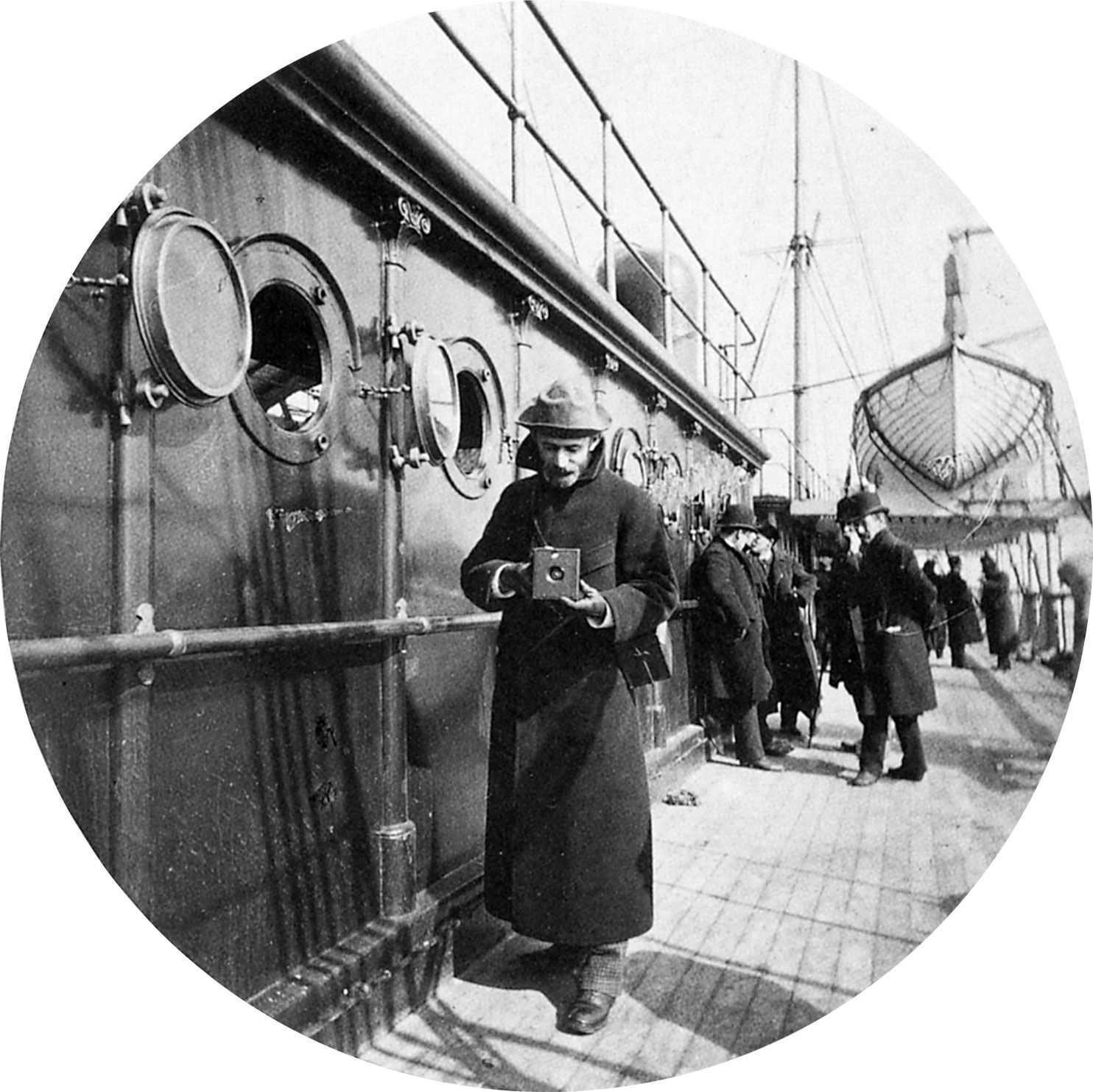
George Eastman an Bord der Gallia (Februar 1890).

Am 5. April 1879 lief die Gallia in Liverpool zu ihrer Jungfernfahrt nach New York via Queenstown aus. Auf dieser Strecke wurde das Schiff während der kommenden Jahre eingesetzt. Auf einer Fahrt von New York nach Liverpool im April 1883 befand sich die kanadische Sopranistin und Opernsängerin Emma Albani mit ihrem Ehemann Ernest Gye an Bord der Gallia.
Im Juni 1885 wurde die Gallia wegen einer mehrtägigen Verspätung auf See vermisst. Am 20. Juni 1885 legte das Schiff unter dem Kommando von Kapitän Michael Murphy mit 388 Passagieren in New York nach Queenstown ab. Unter den Passagieren waren viele prominente Persönlichkeiten, darunter Samuel S. Cox, der neu ernannte US-Botschafter im Osmanischen Reich, US-Senator Roscoe Conkling und US-Justizminister Benjamin H. Brewster. Am 23. Juni brach die Schraubenwelle, wodurch die Gallia die Fahrt unter Segel fortsetzen musste. Erst am 25. Juni wurde der Unfall durch die Adriatic der White Star Line bekannt, die mitteilte, dass die Gallia aus eigener Kraft in Kürze Queenstown anlaufen werde.
Am 20. April 1886 legte die Gallia zu ihrer ersten Fahrt auf der Route Liverpool–Queenstown–Boston ab, auf der sie bis zum 5. September 1895 blieb. Im Dezember 1892 war die Gallia eines der Schiffe, das im Nordatlantik auf den in Seenot geratenen Dampfer Umbria stieß. Im Januar 1890 geriet der Dampfer in einen Hurrikan, der Teile der Reling und mehrere Davits weg riss und fünf Rettungsboote zerschlug. In einige Kabinen drang Wasser ein, was Panik unter den Passagieren auslöste. 1895 musste die Gallia von dem viel kleineren dänischen Passagierdampfer Geiser in Schlepp genommen werden, weil sie erneut einen Schaden an der Schraubenwelle erlitten hatte.
Im Jahr 1896 wurde das Schiff an die spanische Reederei Compañía Trasatlántica Española verchartert, die sie in Don Alvaro de Bazan umbenannte und als Truppentransporter im Kubanischen Unabhängigkeitskrieg einsetzte. Ab dem 21. Mai 1896 war das Schiff unter seinem ursprünglichen Namen Gallia zurück auf der Transatlantikroute Liverpool–Queenstown–Boston. Am 7. Oktober 1897 legte die Gallia zu ihrer letzten Überfahrt auf dieser Strecke ab, weil sie an die kanadische Reederei Canada Steamship Company (bekannt als Beaver Line) verkauft wurde.
Am 20. November 1897 legte die Gallia in Liverpool zu ihrer ersten Fahrt für die Beaver Line nach Halifax und Saint John ab. Am 18. März 1899 begann die letzte Überfahrt auf dieser Strecke. Danach wurde die Gallia an die Allan Line verkauft und lief gleich auf ihrer ersten Fahrt für die neuen Eigner am 4. Mai 1899 vor Sorel Point bei Québec auf Grund. Sie war so schwer beschädigt, dass eine Reparatur nicht wirtschaftlich gewesen wäre. Sie wurde daher im Jahr 1900 zum Abbruch nach Frankreich verkauft und in Cherbourg abgewrackt.